# OPST
L'OSSTMM Professional Security Tester (OPST) è una certificazione fornita da ISECOM - Institute for Security and Open Methodologies. Si tratta di una certificazione, basata su best practice, volta a migliorare il lavoro svolto dai professionisti che si occupano di sicurezza informatica, nello specifico di penetration test. Gli obiettivi della certificazione sono stati creati per garantire l'intraprendenza, il metodo scientifico, e la metodologia OSSTMM, attraverso esercitazioni e test di sicurezza applicati a una rete di computer di prova.
Le lezioni sono tenute da partner certificati e riconosciuti come istituzioni educative nell'ambito del programma ISECOM Academic Alliance. ISECOM provvede alla certificazione dei trainer e alla supervisione delle certificazioni da essi forniti agli studenti nonché alla creazione di test finali individuali per classe di studi.

## Corsi
ISECOM e i partner di certificazione forniscono corsi preparatori per gli studenti che intendono effettuare gli esami. In generale, tali corsi sono stati progettati per insegnare ai partecipanti gli scopi fondamentali della certificazione, impostare un metodo lavorativo secondo le specifiche della stessa e applicare la metodologia OSSTMM. Gli studenti impareranno a utilizzare strumenti di test standard di sicurezza e a eseguire un security test.